# Mária T. Bíró
Mária Tóthné Bíró (* 27. Juni 1946 in Budapest, Ungarn) ist eine ungarische Provinzialrömische Archäologin.

## Leben und Wirken
Mária T. Bíró studierte von 1966 bis 1971 an der Eötvös-Loránd-Universität Bibliotheksgeschichte und Archäologie und arbeitete von 1971 bis 2000 in der archäologischen Abteilung der Universität. Ab 1994 lehrte sie außerdem an der Károli Gáspár Református Egyetem (Reformierte Gáspár-Károlyi-Universität). Dort wurde sie 2000 Leiterin der Abteilung für Frühgeschichte.
Ihre Forschungsgebiete sind insbesondere die Provinz Pannonia und Aquincum. Sie untersucht Kunstgegenstände, insbesondere Knochenschnitzereien und Knochenwerkzeuge. 2000 erhielt sie mit Alice Mathea Choyke ein Forschungsstipendium der Ungarischen Nationalen Forschungsgesellschaft (OKTA) und konnte im Aquincum Museum ausgestellte Knochenwerkzeuge erforschen. Sie beschäftigt sich auch mit Religionsgeschichte.
Mária T. Bíró ist seit 1974 mit Endre Tóth verheiratet und hat zwei Kinder.

## Schriften
- Die spätrömische Festung und das Gräberfeld von Tokod. Hrsg. András Mócsy. Akadémiai, Budapest 1981, ISBN 978-963-05-2375-2.
- The Bone Objects of the Roman Collection. In memoriam Gizella Erdélyi. Ungarisches Nationalmuseum, Budapest 1994, ISBN 978-963-7421-83-9.
- mit Éva Pócs, Vilmos Voigt: Ősök, táltosok, szentek. Tanulmányok a honfoglaláskor és Árpád-kor folklórjából. Ethnographisches Forschungsinstitut der Ungarischen Akademie der Wissenschaften, Budapest 1996, ISBN 978-963-567-005-5.
- Pannóniai csontművészet. Enciklopédia, Budapest 2000, ISBN 978-963-8477-50-7.
- Aquincumi csonttárgyak. Aquincum Museum, Budapest 2012, ISBN 978-963-9340-80-0.

Artikel
- Bone carvings from Brigetio in the collection of the Hungarian National Museum. In: Acta Archaeologica Academiae Scientiarum Hungaricae. 39, 1987, S. 153–192.
- Gorsium Bone Carvings. In: Alba Regia. 23, 1987, S. 25–63.
- The Unknown Goddess of Late-Roman Popular Religious Belief. In: Acta Archaeologica Academiae Scientiarum Hungaricae. 46, 1994, S. 195–229.
- Pannóniai csonthulladékok. In: História. 5–6, 1995, S. 49–51.
- Adalékok Brigetio csontiparához. In: Komárom-Esztergom Megyei Múzeumok Közleményei. 5, 1997, S. 175–187 (online, ungarisch), deutsche Zusammenfassung: Angaben zu den Knochenschnitzerein aus Brigetio. S. 187 (online).
- The Relationship of the Mother Goddess and Thracian and Danubian Equestrian Gods. In: Specimina Nova. 12, 1996, S. 97–107.
- Pins with Female Bust Decoration and the Emperor Cult. In: Andrea Vaday (Hrsg.): Pannonia and beyond. Studies in honour of Laszló Barkóczi (= Antaeus. 24). 1999, S. 79–92.
- A római szépségápolas. In: Ókor. Folyóirat az antik kultúrákról. 2, 2003, S. 38–44 (online, PDF; 1,1 MB).
- Egy lovag az asszonyok kezében? Egy XIV. századi lovagot ábrázoló csontfaragvány a visegrádi polgárvárosból. In: „Quasi liber et pictura.“ Tanulmányok Kubinyi András hetvenedik születésnapjára. Archäologisches Institut der Eötvös-Loránd-Universität, Budapest 2004, ISBN 963-463688-8.
- Mágikus kézábrázolások a római provinciákban. In: Studia Caroliensia. 3–4, 2006, S. 189–208 (online, PDF; 815 kB).
- Magical Hand Depictions in the Roman Provinces. In: Acta classica Universitatis scientiarum Debreceniensis. 43, 2007. S. 79–99 (online, PDF; 5,6 MB)
- Intercisában működő csontfaragó műhelyek történeti áttekintése. In: Archaeologiai Értesitö. 134, 2009, S. 63–79, doi:10.1556/ArchErt.134.2009.4.
- A római csontfaragványok kutatásának történeti áttekintése. In: Communicationes archaeologicae Hungariae. 2009, S. 261–270.
- Az állatcsontok a görög–római mitológiában, történelemben és a mindennapokban. In: Ókor. Folyóirat az antik kultúrákról. 13, 2014, S. 72–76 (online, PDF; 1,7 MB).
- Egy ismeretlen anyaistennő-ábrázolás értelmezési kísérlete. In: Ókor. Folyóirat az antik kultúrákról. 15, 2016, S. 69–74 (online, PDF; 349 kB).
- Az ún. Hercules-buzogány amulett etnikai és vallási háttere. In: Zoltán Csabai, Ernő Szabó, László Vilmos, Adrienn Vitári-Wéber (Hrsg.): Európé égisze alatt. Universität Pécs, Pécs 2015, ISBN 978-963-414-008-5, S. 29–42 (online).
- Történeti kérdőjelek a késő antik régészeti leletanyag fényében. In: Orsolya Tóth, Péter Forisek (Hrsg.): Ünnepi kötet Gesztelyi Tamás 70. születésnapjára. Debrecen 2013, ISBN 978-963-473-630-1, S. 31–41 (online, PDF; 2,7 MB).